# Dresconella nivicola
Genre
Espèce
Synonymes
- Lophocarenum nivicola Simon, 1884

Dresconella nivicola, unique représentant du genre Dresconella, est une espèce d'araignées aranéomorphes de la famille des Linyphiidae.

## Distribution
Cette espèce est endémique de France. Elle se rencontre dans les Pyrénées-Orientales, les Hautes-Pyrénées et les Pyrénées-Atlantiques.

## Publications originales
- Simon, 1884 : Les arachnides de France. Paris, vol. 5, p. 180-885 (texte intégral).
- Denis, 1950 : Araignées de la région d'Orédon (Hautes-Pyrénées). Bulletin de la Société d'Histoire naturelle de Toulouse, vol. 85, p. 77-113.